# Евсевий (Пистолис)
Митрополи́т Евсе́вий (греч. Μητροπολίτης Ευσέβιος, в миру Ева́нгелос Пистоли́с, греч. Ευάγγελος Πιστολής; род. 30 мая 1949, Палео-Карловаси, Самос, Греция) — епископ Элладской православной церкви (формально также Константинопольской православной церкви), митрополит Самоский, Икарийский и Корсенский (с 1995).

## Биография
Родился 30 мая 1949 года в местечке Палео на острове Самос, в семье Константиноса Пистолиса и Марудио Скорду и был крещён 3 сентября 1949 года. С детства посещал церковь, где познакомился с архимандритом Иоанном (Папалисом) (позднее митрополитом Сидорокастрийским), который вдохновил мальчика к принятию священного сана.
Начальное образование получил в Карловаси, а позднее учился в Ризарийской богословской школе в Афинах и далее окончил богословский институт Афинского университета. Состоял в миссионерском монастырском братстве «Παναγία Χρυσοπηγή».
6 июля 1972 года был пострижен в монашество с именем Евсевий и 7 июля был рукоположен в сан иеродиакона митрополитом Никейским Григорием в Крестовоздвиженском приходе города Эгалео. В качестве диакона служил в Афинской архиепископии и в качестве архидиакона в Димитриадской митрополии.
28 ноября 1976 года митрополитом Рогонским Каллиником был хиротонисан в сан иеромонаха и служил в качестве проповедника, а позднее начальником церковного отдела греческой полиции, преподавал в школах полиции и пожарной охраны.
19 июля 1995 года Священным синодом Элладской православной церкви был избран для рукоположения в сан митрополита Самоского. 22 июля 1995 года состоялась его архиерейская хиротония, а 10 сентября 1995 года — интронизация.
20 сентября 2017 года направил премьер-министру Греции письмо протеста в связи массовым наплывом беженцев, ставшей проблемой для многих греческих островов.